# East Perth
East Perth är en del av en befolkad plats i Australien. Den ligger i kommunen City of Perth och delstaten Western Australia, nära delstatshuvudstaden Perth. Antalet invånare är 5 753. Den ligger vid sjön Lake Vasto.
Runt East Perth är det tätbefolkat, med 790 invånare per kvadratkilometer.. Närmaste större samhälle är Perth, nära East Perth. 
Runt East Perth är det i huvudsak tätbebyggt. Genomsnittlig årsnederbörd är 1 018 millimeter. Den regnigaste månaden är maj, med i genomsnitt 176 mm nederbörd, och den torraste är februari, med 9 mm nederbörd.